# 언더 더 돔 (드라마)
언더 더 돔(영어: Under The Dome)은 스티븐 킹이 2009년에 발표한 동명의 소설을 원작으로 CBS에서 2013년 6월 24일부터 2015년 9월 10일까지 방영한 미국의 공상 과학 미스터리 TV 드라마 시리즈이다.

## 줄거리
미국의 한 평범한 마을인 체스터스 밀은 어느날 신비한 힘에 의하여 돔에 갇히고 마는데...

## 등장 인물

### 기존 인물
- 데일 바비 바바라(Dale Barbie Barbara) - 마이크 보겔(Mike Vogel)

돔이 나타났을 때 등장한 수수께끼의 여행자. 바비는 전 육군 중위로, 우연히 체스터스 밀을 지나가던 중 나타난 돔에 의해 마을에 갇히게 된다. 시청자들은 에피소드가 진행되면서 바비가 단순히 여행자가 아니라 숨겨진 비밀을 가지고 있음을 알게 된다. 바비는 줄리아 셤 웨이와 깊은 관계를 가지게 되고, 마을의 일들에 관여하게 된다.
- 줄리아 셤 웨이(Julia Shumway) - 레이첼 르페브르(Rachelle Lefevre)

줄리아는 지역신문 편집자이다. 도시에서 취재기자로 활동했던 줄리아는 의료소에서 일하는 남편 피터 셤 웨이와 함께 체스터스밀로 이사 온지 얼마 되지 않았다. 마을에 돔이 나타나고 남편이 실종되는 사건을 겪은 후 실마리를 파악하기 위해 노력한다.
- 빅 짐 레니("Big Jim“ Rennie) - 딘 노리스(Dean Norris)

마을 의회 의원 및 중고차 딜러. 이 지역에서 가장 중고차를 많이 소유하고 있는 빅 짐은 권력욕이 상당해 늘 다른 사람들의 존경을 갈구한다. 그는 유일하게 돔 아래 남겨진 관료이며, 마을에 대한 애정은 점차 권력에 대한 욕망으로 변질되어 간다.
- 린다 에스퀴벨(Linda Esquivel) - 나탈리 마르티네즈(Natalie Martinez)

부드러워보이지만 단호한 면을 가지고 있는 린다는 보안관 듀크 퍼킨스와 일하는 젊은 보안관보이다. 약혼자 에릭 "러스티" 덴턴(Eric "Rusty" Denton)과 떨어져 있는 동안 돔이 나타나 둘 사이를 갈라놓는다. 돔이 나타나면서 마을은 혼란에 빠지고, 듀크의 죽음으로 린다는 보안관으로서 막중한 책임을 안게 된다.
- 앤지 맥 앨리스터(Angie McAlister) - 브릿 로버트슨(Britt Robertson)

앤지가 가진 목표는 체스터스 밀을 영원히 떠나는 것이었으나, 여의치 못한 관계로 보건 진료소에서 간호조무사로 일을 하며 충실한 시간을 보내고 있었다. 그러나 돔이 나타난 이후 앤지는 어쩔 수 없이 마을에 갇히게 된다.
- 제임스 주니어 레니(James Junior Rennie) - 알렉산더 쿠치(Alexander Koch)

주니어는 평생을 아버지 빅 짐의 그림자 아래 살아왔다. 주니어는 축구를 특기로 대학에 진학할 수 있음에도 불구하고 앤지에게 빠져 마을에서 벗어나지 않으려고 한다. 그러나 돔이 나타나면서 앤지는 주니어의 숨겨진 본성을 알게 되고, 주니어는 앤지의 돌아선 마음을 잡기 위해 이성을 잃어간다.
- 조 맥 앨리스터(Joe McAlister) - 콜린 포드(Colin Ford)

영리하고 모험심이 충만한 조는 돔의 기원과 비밀을 밝히는 데 상당한 기여를 한다. 어머니와 트럭 운전사인 아버지가 여행을 간 동안 돔이 나타나서 조는 누나인 앤지와 둘이서 돔 안에 갇힌다. 시청자들은 에피소드가 진행됨에 따라 조와 앤지, 주니어와 노리가 돔에 연결되어 있다는 것을 발견하게 된다.
- 노리 캘버트 힐(Norrie Calvert-Hill) - 매켄지 린츠(Mackenzie Lintz)

돔 아래에 갇히기 전, 노리는 부모와 함께 캠프에 가던 중이였다. 노리는 집인 캘리포니아로 돌아가지 못하게 되고 체스터스밀에 부모와 함께 고립된다. 그러나 조처럼 노리는 자신이 돔에 연결되어 있음을 알게 되고, 무섭지만 흥미로운 사건들을 경험한다.
- 앨리스 캘버트(Alice Calvert) - 사만다 마티스(Samantha Mathis)

노리의 부모 앨리스는 의사이며 캐롤라인과 부부 관계다. 돔 밖으로 나갈 방법이 없다는 사실을 깨닫고 상황에 적응하려 하지만 당뇨병으로 인해 죽음을 맞이하게 된다.
- 캐롤라인 힐(Carolyn Hill) - 에이샤 하인즈(Aisha Hinds)

캐롤라인은 앨리스와 부부 관계다. 딸인 노리가 구김살 없이 자랄 수 있도록 무진 애를 쓴다.
- 필 부쉬(Phil Bushey) - 니콜라스 스트롱(Nicholas Strong)

필은 체스터스밀에서 도디와 라디오를 운영하고 있는 DJ다. 돔이 나타난 이후 마을은 고립되지만 우연히 라디오 주파수를 맞춰보다가 돔 밖의 전파와 연결되어, 방송국은 마을에서 유일하게 돔 바깥과 소통이 가능한 상태다.
- 도디 위버(Dodee Weaver) - 졸린 퍼디(Jolene Purdy)

도디는 필의 능력 있는 엔지니어이자, 타의 추종을 불허하는 기술력을 보유하고 있다.
- 로즈 트위첼(Rose Twitchell) - 베스 브로데릭(Beth Broderick)

체스터스밀에서 조그만 식당을 운영하고 있으며, 마을의 누구보다도 마을 구성원에 대해 잘 이해하고 있다.
- 보안관 듀크 퍼킨스(Sheriff Duke Perkins) - 제프 파헤이(Jeff Fahey)

듀크 퍼킨스는 마을의 비리와 관련이 있으나 대외적으로는 모범적인 보안관으로 여겨지고 있다. 듀크의 죽음은 동업자 빅 짐과의 갈등과 관련이 있다.

## 에피소드

### 시즌 1
1부: 저주의 시작
평화롭고 여유 넘치지만 저마다 비밀을 간직한 작은 마을, 체스터스밀. 그리넬 부인은 인디펜던트지 편집장인 줄리아 셤웨이를 불러 누군가가 필요 이상으로 가스를 많이 배달하고 있다며 의심이 간다고 한다. 앤지는 주니어에게 결별을 선언하고, 앤지 곁에 있기 위해 대학까지 관둔 주니어는 배신감을 느끼는데...... 한편 모종의 거래를 마치고 돌아가던 바비는 자동차 사고로 체스터스밀에 발이 묶인다. 그리고 그 순간 엄청난 굉음과 함께 체스터스밀에 무언가가 생겨나는데......
2부: 비극의 불씨
듀크 보안관의 죽음으로 술렁이기 시작하는 마을. 급기야 줄리아가 체스터스밀이 돔 안에 갇혔단 소식까지 전하면서 사람들은 크게 동요하는데...... 한편 린다로부터 듀크가 죽기 직전 체스터스밀에 관한 비밀을 말해 주려 했단 얘기를 들은 레니는 레스터 코긴스 목사와 함께 안도의 한숨을 내쉰다. 그리고 뭔지 모를 서류를 찾기 위해 듀크의 사무실과 집을 뒤지기 시작하는데......
3부: 숲 속의 추격전
프레디를 죽게 만든 폴은 결국 유치장에 감금된다. 그러나 이내 꾀를 내 탈출에 성공하고, 린다는 혼자서, 빅 짐은 수색조를 꾸려 폴을 찾아 나선다. 한편 돔 밖으로 나가는 출구만 찾으면 새 출발 할 수 있을 거라는 앤지의 말에 주니어는 시멘트 공장 터널로 들어서고, 특종을 찾는 줄리아가 그 뒤를 쫓는다. 그러나 이내 두 사람은 돔에 막힌 벽만 발견하고 손전등마저 폭발해 터널에 갇히는 신세가 되는데......
4부: 신의 심판
돔 바깥에 있던 군이 철수하자 체스터스밀 사람들은 패닉 상태에 빠지고, 린다가 이를 진압하려다 쓰러진다. 린다를 데리고 병원에 도착한 짐과 바비는 린다와 같은 증세로 속속들이 들어오는 사람들을 보며 경악을 금치 못한다. 한편 바비의 가방을 뒤진 줄리아는 그 속에서 체스터스밀 지도를 발견하고, 그가 피터, 그리고 DJ 필과 관련이 있음을 알게 된다. 필과 주니어의 말을 듣고, 피터와 바비가 만났던 오두막에 간 줄리아는 그곳에서 충격적인 사실을 알게 되는데......
5부: 아군의 공격
돔이 생긴 이후 닷새 만에 외부 사람들을 만날 수 있는 방문자의 날 행사가 열리고, 체스터스밀 주민들은 오랜만에 재회의 기쁨을 만끽한다. 그러나 모든 것을 엄격하게 규제하던 군인들이 갑자기 우호적인 태도로 만남의 시간까지 갖게 해 준 데 대해, 바비는 왠지 모를 불안감을 느낀다. 그러다 도디의 도움으로 외부의 한 사병과 얘기를 하게 된 바비는 돔 안에 큰 일이 벌어질 것을 예감하는데......
6부: 끝없는 갈증
트럭이 급수탑에 충돌하면서 급수탑의 파이프가 손상되는 사고가 발생한다. 급기야 돔의 영향으로 주 수원인 이스트포인트 호수의 물이 메탄 가스에 오염되면서 체스터스밀은 식수원 공급에 비상이 걸린다. 폭탄에도 끄떡없는 돔과 오염된 호수에 관한 소식을 접한 주민들은 완전히 패닉 상태에 빠지고...... 한편 미사일 공격 이후 시작된 방해 전파로 라디오 방송은 물론 바깥소식까지 들을 수 없게 된 줄리아는 도디와 함께 방해 전파의 근원지를 찾아 나서고, 근원지를 찾은 두 사람은 입을 다물지 못하는데......
7부: 불완전한 돔
줄리아의 이웃인 해리엇은 돔 바깥쪽에서 오는 남편, 그렉을 보고 만지려다 갑자기 산기를 느낀다. 해리엇을 병원에 데려가려던 줄리아는 던디 형제에게 기름을 갈취당하고, 바비와 함께 의사인 앨리스에게 간다. 한편 돔에 대해 더욱 궁금해진 조와 노리는 돔이 가장자리인 벽이 아니라 그 중심에 뭔가 중요한 게 있을 것이라 생각하고 마을 중심을 향해 간다. 그리고 그곳에서 상상도 못한 무언가를 발견하는데......
8부: 왕위에 오를 자
식량도 점점 떨어져가고, 체스터스밀은 식량난에 처할 위기에 놓인다. 짐은 농작물 분배 문제로 올리를 찾았다가 물과 식량을 틀어쥐고 놓지 않는 올리 때문에 마음이 상하고, 사유지 몰수권으로 그에게 맞서려 한다. 그러나 이미 이를 파악한 올리에게 한 방 얻어맞고 마는데...... 한편 미니 돔을 보러 간 줄리아는 거기서 조의 환영을 보게 된다. 조의 환영은 줄리아에게 군주가 왕위에 오를 것이다 라는 말을 계속 하는데......
9부: 네 번째 손
잦은 총기 사건으로 자꾸만 불상사가 생기자 짐은 마을 사람들의 총기를 거둬들이는 것이 어떻겠냐고 제안한다. 그런 짐의 행동이 미심쩍은 바비는 그의 검은 속내를 알아내기 위해 짐의 오른팔이 될 것을 자청한다. 그리고 짐과 함께 있다가 뜻밖의 인물을 만나는데... 한편 줄리아와 조, 노리는 사라진 미니 돔을 찾아 사방을 헤매지만 미니 돔의 행방은 오리무중이다. 결국 줄리아는 포기하고 집으로 돌아가고, 조와 노리는 뜻밖의 장소에서 돔을 발견하게 되는데......
10부: 시멘트 공장의 비밀
갑작스러운 맥스의 등장으로, 바비와 빅 짐은 처음으로 함께 일을 도모한다. 맥스가 말한 보험의 존재를 찾아내는 것. 그러나 맥스는 바비를 이끌고 폐 시멘트 공장으로 향하고, 공장에 도착한 바비는 믿을 수 없는 광경을 보게 되는데...... 한편 네 번째 손의 주인공을 찾던 조와 노리, 앤지는 도디를 병원에 데려다 주러 갔다가 간호사에게 발작 환자가 있었는지를 묻는다. 간호사의 대답을 들은 앤지의 얼굴은 파랗게 질리는데......
11부: 악마를 논하다
바비의 거절로 화가 난 맥스는 줄리아 집에 찾아가 줄리아를 총으로 쏜다. 바비는 조의 도움을 받아 줄리아를 병원으로 옮기지만 줄리아의 상태는 쉽게 나아지지 않는데...... 한편 주니어는 돔을 계기로 앤지와 하나가 된 것이 기쁘기만 하지만, 앤지는 그의 그런 반응에 강하게 반발한다. 화가 난 주니어는 앤지와 헤어지느니 차라리 돔 안에서 평생 살겠다며 자리를 뜬다. 그리고 그 순간 체스터스밀에는 또 다시 이상한 변화가 시작되는데......
12부: 위급 상황
짐의 모함으로 순식간에 쫓기는 신세가 된 바비는 병원에 있는 줄리아마저 위기에 처했음을 직감한다. 바비는 간호 조무사인 앤지에게 도움을 청하고 두 사람은 줄리아가 있는 병원으로 향한다. 바비 일을 계기로 짐은 비상사태를 선포하고 집집마다 수색을 시작한다. 이에 노리와 조, 캐롤린은 벤의 집으로 미니 돔을 옮기는데...... 한편 외부 세계의 군이 바비와 알을 찾는단 사실을 알게 된 도디는 황급히 짐을 데리고 방송국으로 가고, 군 통신을 통해 엄청난 사실을 알게 되는데......
13부: 어둠의 장막
미니 돔 안에 갇힌 번데기에서 나비가 나오지만, 그 나비가 돔에 부딪히기 시작하면서 검은 자국이 생기고 곧이어 큰 돔에 갇힌 체스터스밀 또한 어둠이 드리워지기 시작한다. 주니어, 노리, 조, 앤지는 탈출해 나온 바비, 줄리아와 함께 시멘트 공장에서 돔의 비밀을 풀어 보려 하고, 미니 돔이 열리면서 안에 있던 나비가 누군가에게로 날아가 앉는데... 한편 어둠이 드리워지면서 겁에 질린 사람들은 하나둘 교회로 모여들고, 이들의 모습을 본 빅 짐은 충격적인 뭔가를 생각해내는데...

### 시즌 2
1부: 희생의 의미
바바라에 대한 교수형을 집행하려는 순간 체스터스밀은 또 다시 알 수 없는 소음과 함께 기이한 일이 시작된다. 주니어와 린다는 형 집행 정지를 결정하고 바비와 함께 돔 근처로 가 보는데...... 거대한 자석이 돼버린 돔 때문에 사람들은 하나 둘 정신을 잃고, 돔 근처에 살던 조와 앤지는 한순간에 집이 무너져 내리는 아픔을 겪는다. 한편 돔의 알을 호수에 버린 후 그 주변을 배회하던 줄리아는 호수에 빠져 허우적대던 여자아이를 얼떨결에 구하게 되고, 숲속에 혼자 사는 샘을 만나게 되는데......
2부: 새로운 국면
돔의 이상현상으로 한바탕 소동을 겪고 다시금 평화를 되찾은 체스터스밀. 그러나 레베카는 돔에 대해 경계심을 풀지 않고, 그러던 중 밀밭 여기저기에 우글거리는 나비 유충들을 발견한다. 그리고 유충들에게서 심상치 않은 점을 발견하는데...... 한편 앤지의 죽음으로 또 다시 충격에 빠진 체스터스밀. 특히 충격과 절망에 빠진 조와 주니어는 앤지를 그렇게 만든 범인을 찾기 위해 혈안이 되는데......
3부: 불가항력
레베카의 부탁으로 학교에 간 조는 뜻밖의 상황을 맞닥뜨린다. 조, 노리와 함께 이메일을 확인해 보던 주니어는 예상치 못했던 사람으로부터 이메일을 받고...... 주니어는 이 모든 의문의 열쇠를 쥐고 있는 라일을 찾아 헤매지만 그 시각 라일은 레베카를 납치해 돔의 운명론을 인정하라며 강요한다. 그러나 과학에 대한 믿음이 투철한 레베카는 이를 받아들이지 않고 오히려 비를 멈추게 해 줄 테니 자신을 풀어달라고 하는데......
4부: 신의 계시
레베카와 짐은 마을에 짐이 될 사람들을 죽이기로 결정하고, 레베카는 그런 이들을 선별하기 위해 은밀하게 바이러스 균을 준비한다. 그러나 약한 바이러스인 줄만 알았던 돼지 독감은 강력한 바이러스로 변형되고...... 한편 88년 졸업 앨범에서 멜라니의 사진을 발견한 조와 노리, 멜라니는 아무리 봐도 사실을 믿을 수가 없다. 세 사람은 바비의 도움을 받아 예전 멜라니의 집에 가고, 그곳에서 상상도 못했던 사실을 맞닥뜨리게 되는데.....
5부: 화해
레베카와 짐의 바이러스 사건과 식량 부족 문제로 사람들의 공포심은 한계에 다다르고, 여기저기서 분열의 조짐이 보인다. 줄리아는 짐과 레베카가 공정한 재판을 받게 하려 하지만 마을 주민이 총에 맞는 불상사가 발생하고 설상가상 줄리아가 마을 주민들을 설득해 모은 식량들이 저장 창고인 소방서의 폭발로 모두 사라지는 위기에 처하는데...... 한편 조와 노리, 멜라니는 멜라니의 존재에 대한 의문을 풀기 위해, 주니어와 샘은 각기 다른 이유로 라일을 찾기 위해 동분서주하는데.....
6부: 암흑 속의 얼굴
라일을 쫓아 터널로 들어간 샘과 주니어. 바비가 뒤따라 들어가지만 누군가 설치해놓은 폭탄으로 샘과 바비가 터널 안에 갇히고 만다. 그 시각 체스터스밀에는 붉은 비의 부작용으로 인한 흙먼지 바람이 불기 시작하고 바비와 샘을 구하느라 바쁜 줄리아를 보며 짐은 마을의 위기를 또 다시 기회로 이용할 생각을 한다. 한편 멜라니를 포함, 드디어 함께 모인 4개의 손. 조와 노리는 오해를 풀고 멜라니는 4명이 모두 함께 답을 찾아야 한다고 주장하는데......
7부: 또 다른 세상
샘의 자살로 마음이 불편한 바비는 결국 절벽 밑에 내려가 샘의 시신을 찾아 오기로 결심하지만 바비 역시 절벽 아래로 사라지고, 줄리아는 절망에 빠진다. 그 틈을 타 빅 짐은 다시 권력을 되찾을 궁리를 하는데... 늘 지켜 주던 바비를 죽게 한 돔이 이상하기만 한 조는 절벽 아래로 로봇 비행기를 내려 보내 보고, 거기서 상상도 못했던 뭔가를 발견하는데... 한편 죽은 줄만 알았던 바비는 또 다른 세상으로 나온 자신을 발견하는데...
8부: 진짜 메시지
어떻게든 줄리아와 연락을 취하려는 바비에게 아버지인 돈은 이메일을 보낼 것을 제안하지만 바비의 편지를 조작해서 줄리아에게 보낸다. 이를 눈치 챈 바비는 줄리아에게 비밀 메시지를 보내고 어떻게든 돔 근처에 가기로 맘 먹는데...... 한편 바비가 죽었다고 생각한 짐은 이번에야말로 자신이 나설 때라고 생각하지만, 보안관 배지를 달자마자 중요 기물이 파손되는 사건을 겪게 되는데 ...
9부: 빨간 문의 비밀
바비의 아버지, 돈은 알을 얻기 위해 사설 업체를 동원해 바비를 가둬 두고는 줄리아에게 이메일을 보내 바비를 구하기 위해 알이 꼭 필요한 것처럼 연극을 한다. 바비의 일로 줄리아와 조, 노리, 멜라니는 큰 의견 차이를 보이고, 바비의 모습을 본 짐까지 알을 찾는 데 혈안이 되는데...... 한편 어떻게든 체스터스밀로 들어갈 방법을 찾으려는 폴린과 샘, 라일은 폴린의 그림에 나온 빨간 문을 찾기 위해 애를 쓰는데...
10부: 탈출 계획
돔 안은 또 다시 이상 기후 현상을 보이고, 사람들은 또 다시 불안해 떤다. 돔 안에 돌아온 바비는 줄리아를 찾아가 사람들을 모두 데리고 나갈 계획을 세우고, 알을 가지고 나가기 위해 멜라니를 설득한다. 한편 폴린의 등장에 놀란 짐은 이미 거래한 대로 자신의 식구들만 데리고 돔을 빠져나갈 궁리를 하고, 다들 저마다의 목적으로 알을 찾아 나서기 시작하는데...
11부: 돔의 비명
제니스로 가는 통로가 사라지고 바비를 비롯한 모든 사람들은 크게 실망한다. 노리는 멜라니가 잘못된 게 자기 탓이라고 생각하고 조는 잊을 만하면 한 번씩 사라지는 헌터를 조금씩 의심하게 된다. 알이 사라질 때 일어난 지진으로 많은 사람이 다치고 모두가 사고 수습에 분주한 가운데 체스터스밀에는 또 다른 공포가 엄습해 오는데...
12부: 돔의 신호
한파가 가셔 한숨 돌린 체스터스밀 주민들. 그러나 조와 노리는 심각하게 주민들의 생명을 위협할 돔의 또 다른 변화를 목격하고...... 멜라니는 알이 사라진 이후 계속 사경을 헤매고, 바비는 헌터를 이용해 아버지인 돈에게 알을 되돌려 줄 것을 설득한다. 그리고 돈 바바라가 알을 되돌려줄 것을 약속하고 자리를 뜨자마자 놀라운 일들이 일어나기 시작하는데...
- 출처 AXN

## 수상경력
(2013 미국) 비평가 선정 텔레비전 시상식
- Most Exciting New Series 수상

## 나라별 방영
| 지역           | 채널      |
| -------------- | --------- |
| 미국           | CBS       |
| 캐나다         | Global TV |
| 영국           | Channel 5 |
| 오스트레일리아 | TENplay   |
| 대한민국       | AXN       |